# 水沢エレナ
水沢 エレナ（みずさわ エレナ、Erena, Mizusawa、1992年3月21日 - ）は、日本のファッションモデル、女優。愛知県名古屋市出身。
以前は各務 英礼奈（かがみ えれな）名義で活動していた。

## 経歴
- 2003年、小学館『ちゃお』にて、『ニーナを探せ!!モデルオーディション』 ニーナ賞を受賞し、デビュー。
- 2006年、ティーン誌『CANDy』（白泉社）のモデルを経て、『Seventeen』（集英社）の専属モデルとして活動した。
- 2007年春ごろからは、女優の活動も始め、3月24日・31日放送の『恋する日曜日 卒業〜春の嘘』（BS-i）でドラマデビュー。
- 2008年5月スタートの『東京少女 水沢エレナ』（BS-i）で連続ドラマ初主演を果たし[1]、同年8月スタートの連続ドラマ『恋空』（TBS系）でも主演を務める。
- 2010年3月3日、日出中学校・高等学校を卒業。同年6月に、初の写真集『リアル』が発売。
- 2011年、5年間専属モデルを務めていた『Seventeen』を4月号（3月1日発売）にて卒業し、『non-no』（同4月20日発売の6月号より）の専属モデルとなる。
- 2013年、『non-no』専属モデルを5月号（3月19日発売）にて卒業し、同月末アミューズを退社。同年7月よりオスカープロモーションに所属[2][3][4]。
- 2014年1月28日発売の3月号より『Oggi』（小学館）専属モデルとなった。
- 2018年8月、「LOVEあいちサポーターズ　あいち親善大使」を委嘱される[5]。
- 2023年3月22日、一般男性との結婚を発表した[6]。
- 2024年4月30日、オスカープロモーションを退社することを自身のInstagramで発表[7][8]。同年5月15日、インセントに所属することを自身のInstagramで発表した[9][10]。

## 人物
- 父親は日本人で、母親は韓国人。特技は朝鮮語。インタビューで、朝鮮語を披露したこともある[11]。
- 犬を飼っている。名前は「紅」[12]。
- 多くの人を感動させられる女優を目指しており、目標とする女優として、事務所の先輩（当時）でもある上野樹里の名前を挙げている[13]。同世代で気になる女優は、北乃きい[14]。
- ドラマプロデューサーの丹羽多聞アンドリウは、水沢について「近い将来、ポスト上野樹里と呼べるような女優になるのではないか」と語っている[15]。
- チャームポイントは、大きな口。昔は好きではなかったが、周囲の人間から褒められるうちに、チャームポイントだと思えるようになった[13]。
- 一人っ子である。
- キウイアレルギーだが、ゴールドキウイは好き。
- 俳優の小出恵介（共演作品は『風が強く吹いている』・『JIN-仁-』・『奇跡の動物園〜旭山動物園物語〜』2010）と同じ所属事務所ということもあり共演が多い。
- Perfumeファンの一人で、ライブを観覧している。2013年3月までは事務所も同じだった。
- 猫アレルギーである。

### 性格・嗜好
- 好きな言葉は、「自分に厳しく、人に優しく」。
- 好きな小説家は、赤川次郎と乙一、星新一、東野圭吾[14]。
- 苦手なものは、虫と幽霊、ジェットコースター[14]。
- 好きな男性のタイプは、尊敬できる優しい人[1]。

## 出演

### テレビドラマ
アミューズ所属時代
- 恋する日曜日 第3シリーズ 「卒業〜春の嘘」 前編・後編（2007年3月24日・4月1日、BS-i） - 沢野香奈 役
- 夏のホットBS!2007〜美絵素（ビーエス）四姉妹HOTな一日〜（2007年7月1日、日本BS放送） - 美絵素エレナ 役
- 東京少女（BS-i）[16]
  - セピア編 「さよなら少女」（2008年2月24日） - 主演・エレナ 役
  - 東京少女 水沢エレナ（2008年5月3日 - 31日） - 主演[注 1]
- 恋空（2008年8月2日 - 9月13日、TBS） - 主演・田原美嘉 役
- the波乗りレストラン 「エロティカ・セブン」（2008年11月5日、日本テレビ）[注 2]
- ザ・クイズショウ（2009年4月18日 - 6月20日、日本テレビ） - 新田美咲 役
- JIN-仁- 第4話 - 第8話 - 最終話（2009年11月1日 - 12月20日、TBS） - 初音 役
- 奇跡の動物園2010〜旭山動物園物語〜（2010年2月12日、フジテレビ） - 茅野瑛里 役
- 美丘-君がいた日々-（2010年7月10日 - 9月18日、日本テレビ） - 五島麻理 役
- 主演 さまぁ〜ず 〜設定 美容室〜 第4話（2010年9月2日、日本テレビ） - エリナ 役
- セレブパーティーへ行こう（2011年10月22日 - 11月12日、BS-TBS） - エレナ 役[注 3]
- 恋するメゾン。〜Rainbow Rose〜（2012年4月13日 - 6月29日、テレビ東京） - ミユ 役
- ビギナーズ!（2012年7月12日 - 9月20日、TBS） - 福原陽子 役

オスカー移籍後
- ドクターX〜外科医・大門未知子〜（2013年10月17日 - 12月19日、テレビ朝日） - 橋本理沙 役
- 戦力外捜査官（2014年1月11日 - 3月15日、日本テレビ） - 田淵亜利砂 役
- ゼロの真実〜監察医・松本真央〜（2014年7月17日 - 9月4日、テレビ朝日） - 秋山晴子 役
- すべてがFになる（2014年10月21日 - 12月23日、フジテレビ） - 国枝桃子 役[17]
- 黒服物語 第5話（2014年11月21日、テレビ朝日） - セイラ 役[18]
- ワイルド・ヒーローズ（2015年4月19日 - 6月21日、日本テレビ） - 野中美史 役
- スミカスミレ 45歳若返った女（2016年2月5日 - 3月25日、テレビ朝日） - 幸坂亜梨紗 役
- 山本周五郎人情時代劇 第11話「おもかげ抄」（2016年3月1日、BSジャパン） - 沖田小房 役
- ドクターカー 第4話（2016年5月5日、読売テレビ） - 佐藤レイナ 役
- せいせいするほど、愛してる（2016年7月12日 - 9月20日、TBS） - 真咲あかり 役[19]
- 佐武と市捕物控 冬夏の章（2016年12月17日、BS日テレ） - 志乃 役
- フランケンシュタインの恋（2017年4月23日 - 6月25日、日本テレビ） - 大宮リリエ 役
- 孤独のグルメ Season6 第11話（2017年6月24日、テレビ東京） - 店員・濱田 役
- 日曜ワイド「庶務行員 多加賀主水が許さない」（2017年10月15日、テレビ朝日） - 椿原美由紀 役
  - ドラマスペシャル庶務行員・多加賀主水4（2020年2月16日）
- 眠れぬ真珠〜まだ恋してもいいですか?〜（2017年12月21日・28日、日本テレビ） - 福崎亜由美  役
- ＃ハッシュタグ （2018年2月13日 - 3月6日、TOKYO MX） - 主演・佳奈美 役
- 月曜名作劇場「税務調査官・窓際太郎の事件簿33」（2018年3月5日、TBS） - 筒井美里 役
- アガサ・クリスティ 二夜連続ドラマスペシャル 大女優殺人事件～鏡は横にひび割れて～（2018年3月25日、テレビ朝日） - 岬笛子 役
- ミッドナイト・ジャーナル 消えた誘拐犯を追え！七年目の真実（2018年3月30日、テレビ東京） - 井上美沙 役
- Missデビル 人事の悪魔・椿眞子（2018年4月14日 - 6月16日、日本テレビ） - 田部栞奈 役
- パーフェクトワールド (2019年4月16日 - 6月25日、関西テレビ） - 雪村美姫 役[20]
- 書類を男にしただけで (2020年10月11日、TBS） - 須藤あやか 役[21]
- モコミ～彼女ちょっとヘンだけど～ (2021年1月23日 - 4月3日、テレビ朝日） - 依田涼音 役
- 青野くんに触りたいから死にたい（2022年3月18日 - 5月20日、WOWOW） - 刈谷翠 役
- 遺留捜査 第7シリーズ 第9話・最終話（2022年9月8日・9月15日、テレビ朝日） - 諸橋葵 役
- 合理的にあり得ない〜探偵・上水流涼子の解明〜 第7話（2023年5月29日、関西テレビ・フジテレビ） - 白鳥薫 役[22]
- 相棒 season23 第3話（テレビ朝日、2024年10月30日）- 志田綾乃 役

### 配信ドラマ
- Love or Not（2017年3月 - [23]、dTV・FOD） - 森美鈴 役
- ＃裏アカ教師（2025年8月5日、DMMショート） - 犀川密 役[24]

### 映画
アミューズ所属時代
- 風が強く吹いている（2009年10月31日） - 勝田葉菜子 役
- スイッチを押すとき（2011年9月17日） - 高宮真沙美 役

オスカー移籍後
- クローバー（2014年11月1日） - 松沢里李香 役
- 黒蝶の秘密（2018年10月26日） - 佐伯美緒 役
- 女の機嫌の直し方（2019年6月15日、よしもとクリエイティブ・エージェンシー） - 小早川梓 役
- 魔女の香水（2023年6月16日） - 原舞 役[25][26]

### CM
- カルビー じゃがりこ（2006年）
- ベネッセコーポレーション 進研ゼミ 中学講座（2006年）
- マルコメ マルコメ味噌汁（2007年）
- デジタル放送推進協会 夏のホットBS!2007（2007年）
- 日本マクドナルド 24時間マクドナルド（2008年）
- 明治製菓 明治ミルクチョコレート（2008年）
- KDDI au LISMO!（2009年）
- 東洋水産 マルちゃん 四季物語（2010年）
- 花王 トイレクイックルアロマ（2014年）

### web
- 卒業までにしたい3つのこと（2010年2月1日 - 3月1日、LISMO Channel） - 結衣 役

### 広告
- 早稲田アカデミーイメージキャラクター（2005年 - 2006年）
- 長栄イメージキャラクター（2011年）
- 2015年愛知県知事選挙啓発（愛知県選挙管理委員会）
- 平成27年度年末年始労働災害防止強調期間ポスターモデル (2015年12月1日 - 2016年1月15日、建設業労働災害防止協会)

### MV
- Bahashishi
  - 「オアシス」（2007年9月5日）
  - 「約束」（2007年11月14日）
  - 「キセキ」（2008年2月13日）
- 福井舞 「Promise You」（2009年2月4日）
- FLOW 「旅立ちグラフィティ」（2010年11月24日）

### バラエティ番組
- 1分間のドラマCM（2010年8月17日 - 19日、TBS）
- ローマを夢見たアンコールワット 東南アジア最大覇権王朝の栄光と真実〜すべての道はアンコールワットに通ず〜（2011年1月1日 - 2日、TBS）
- 東京上級デート（2014年1月15日、テレビ朝日）
- 東京上級デート2（2014年4月23日、テレビ朝日）

### オリジナルビデオ
- ソードオブロゴスサーガ（2021年） - 鏡天祢 / 仮面ライダー剣斬 役[27]

### 雑誌
- CANDy（白泉社）
- Seventeen（集英社）
- non-no（集英社、2011年6月号 - 2013年6月号）

### 写真集
- リアル（柴田文子撮影、2010年6月27日発売、ワニブックス）ISBN 9784847042843

### ラジオ
- オールナイトニッポン（2008年6月）
- J-WAVE TOKYO MORNING RADIO（2011年9月6日）

### イベント
- 横浜ベイスターズVS読売ジャイアンツ戦 始球式にチャレンジ（2008年4月10日、横浜スタジアム）
- Act Against AIDS 2008（2008年12月1日、日本武道館）
- Act Against AIDS 2009（2009年12月1日、日本武道館）
- 第12回 東京ガールズコレクション2011　SPRING/SUMMER（2011年3月5日、国立代々木競技場第一体育館）
- TOKYO GIRLS COLLECTION'11 AUTUMN/WINTER ～SMAILE FOR～（2011年9月3日、さいたまスーパーアリーナ）
- non-noTV×LUXセレブパーティー（2011年11月22日、ザ・プリンスパークタワー東京）
- テレビ東京4月期連続ドラマ「恋するメゾン。～Rainbow Rose～」（2012年4月3日、テレビ東京天王洲スタジオ）
- marshuガールズスイートコレクション （2012年10月8日、あじさいホール）
- TOKYO GIRLS COLLECTION 2012（2012年10月13日、さいたまスーパーアリーナ）